# Schulschwimmanlage Stettbach

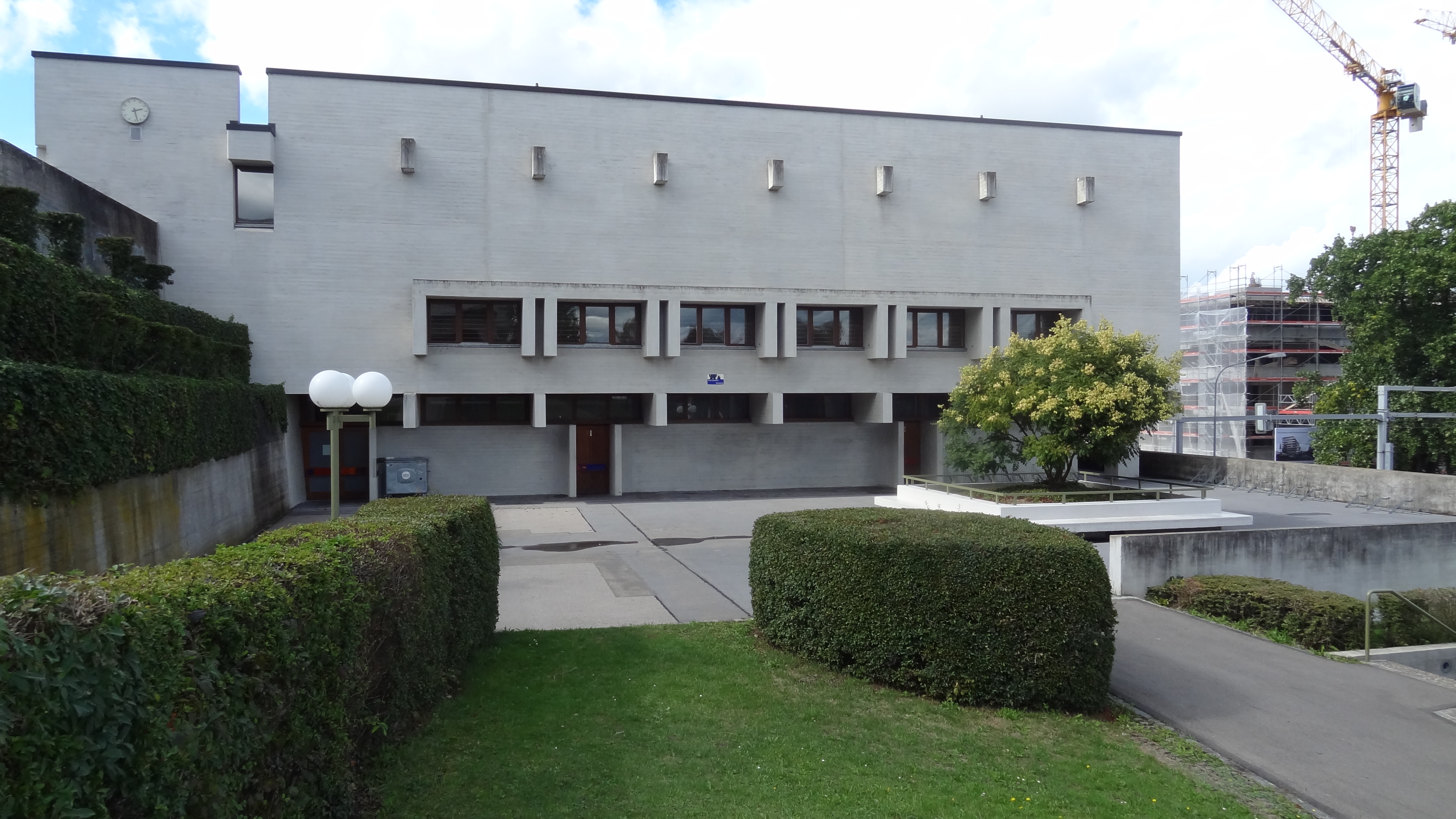
Aussenansicht

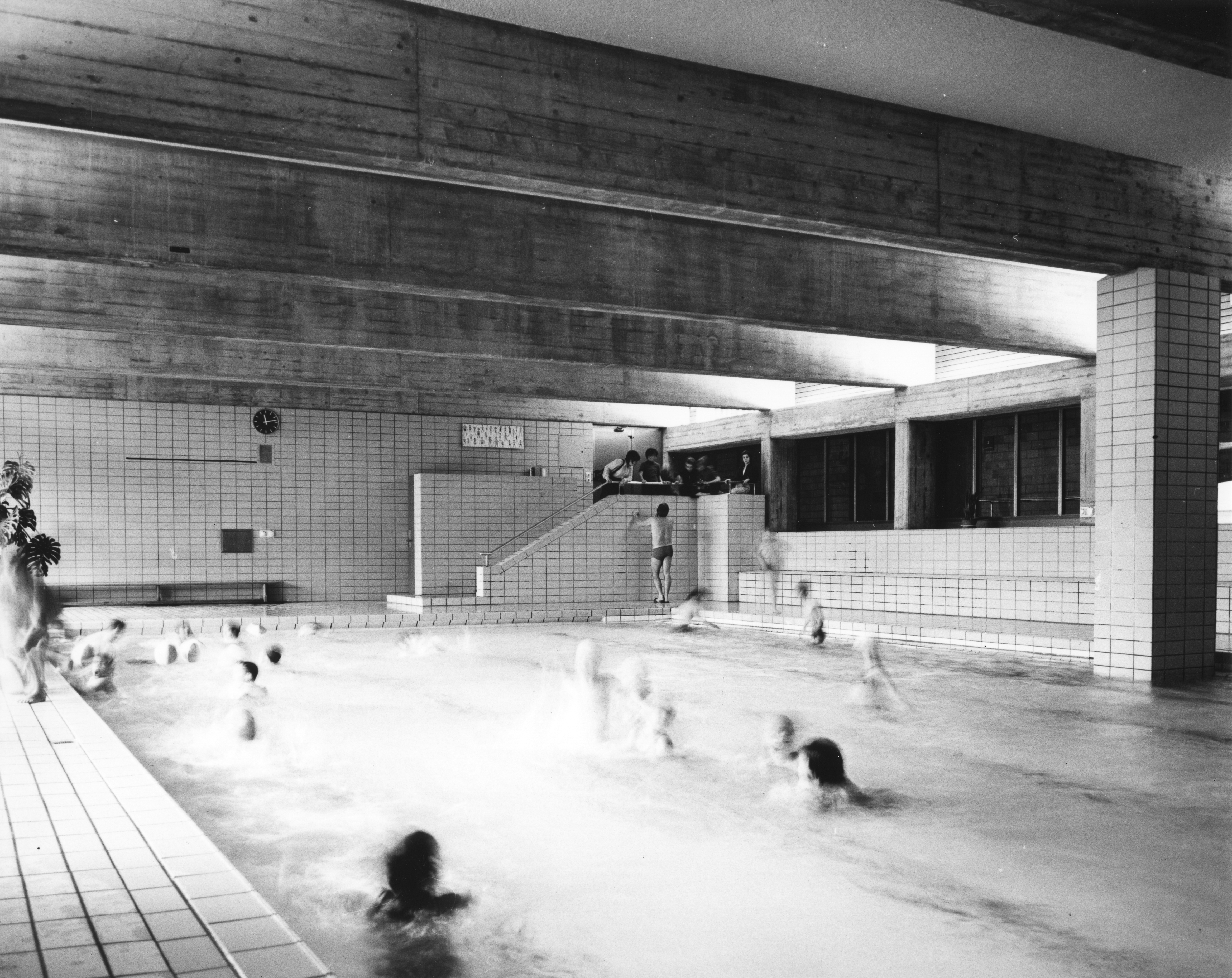
Innenansicht der Schwimmhalle der Schulschwimmanlage

Das Schulschwimmanlage Stettbach ist eine nicht öffentlich zugängliche Schulschwimmanlage der Stadt Zürich, die zur Schulanlage Stettbach an der Dübendorferstrasse gehört. Sie befindet sich im Quartier Hirzenbach in Schwamendingen. 
In der Stadt Zürich wurden zwischen 1966 und 1985 im gesamten 19 Schulschwimmanlagen gebaut. Diejenige von Stettbach ist eines der frühen Bauwerke dieser Art und steht zusammen mit dem Schulhaus unter Denkmalschutz. Sie wurde als Teil des Oberstufenschulhauses von Esther und Rudolf Guyer entworfen, die Fertigstellung war 1967. Die Schwimmanlage ist zusammen mit einer Grossturnhalle in einem separaten Gebäude untergebracht, das im Stil von Le Corbusier plastisch ausgearbeitet ist. Die verwendeten Materialien Beton, Holz und Sichtbackstein sind naturbelassen.